# Cophura hennei
Cophura hennei là một loài ruồi trong họ Asilidae. Cophura hennei được Wilcox & Martin miêu tả năm 1945. Loài này phân bố ở vùng Tân Bắc giới.